# Litsa Spathi

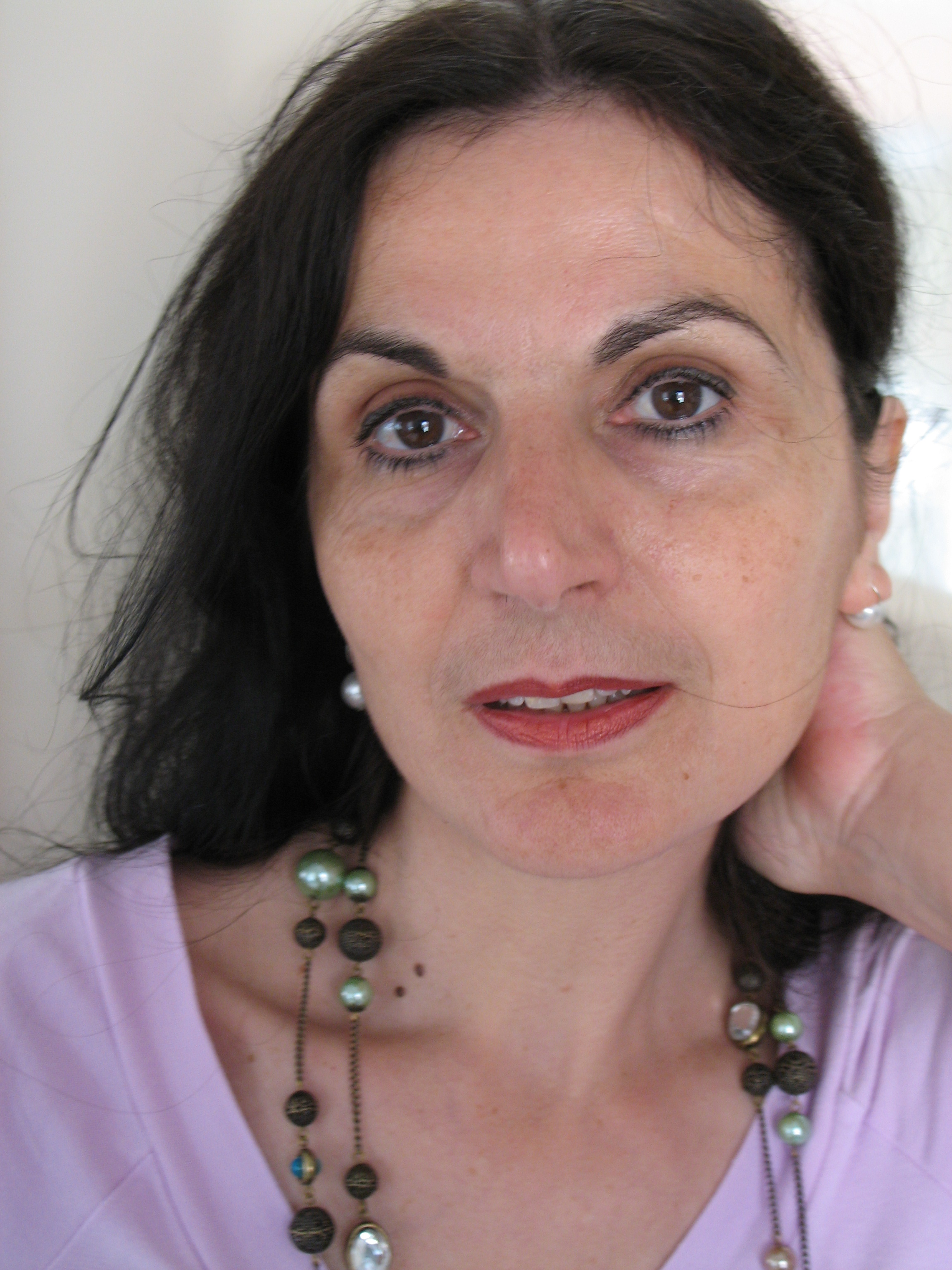
Litsa Spathi (2006)

Litsa Spathi (* 1958 auf Kephalonia) ist eine zeitgenössische deutsch-griechische Malerin, die sich auch in den Bereichen des Fluxus und der Mail Art betätigt. Sie lebt seit 1973 in Deutschland und arbeitet zurzeit in Heidelberg und Breda (Niederlande).
Seit 1990 trägt sie Arbeiten zu Künstlerzeitschriften und Künstlerbüchern bei, stellt in Einzelausstellungen aus und beteiligt sich an Gruppenausstellungen. Sie wurde im Rahmen der Kunstförderung des Landes Baden-Württemberg vom Regierungspräsidium Karlsruhe unterstützt. Sie unternimmt Studienreisen in verschiedene europäische Länder. Ihre Arbeiten befinden sich in nationalen und internationalen Archiven, Museen und Sammlungen.
Spathi prägte den Begriff des „Fluxus Poetry“, um ihre künstlerischen Aktivitäten im Bereich Visuelle Poesie zu beschreiben.
2003 gründete sie mit Ruud Janssen das Fluxus Heidelberg Center.

## Publikationen (Auswahl)
- Litsa Spathi: Visual poetry & Fluxus performance. Nobody Press, [Breda, Niederlande] 2008.
- Litsa Spathi: Textual architectures sourcebook. Nobody Press, Niederlande 2008.
- Litsa Spathi: Textual architectures : yes we can (fly). Nobody Press, Niederlande 2008.
- Litsa Spathi, Ruud Janssen: Performances Fluxus Heidelberg 2003–2005. Fluxus Heidelberg Center, 2008.